# Kostanjevica na Krasu
Kostanjevica na Krasu este o localitate din comuna Miren - Kostanjevica, Slovenia, cu o populație de 317 locuitori.

## Personalități născute aici
- Igor Torkar (1913 - 2004), scriitor sloven.